# Біхарський землетрус (1988)
Біхарський або Непальський землетрус 1988 року — землетрус, що стався в Північній Індії і у прилеглих до цієї території районах Непалу 21 серпня 1988 року.
Землетрус силою 6,5 бала, епіцентр якого знаходився на схід від міста Дарбханг (Північна Індія), завдав особливо великих руйнувань на кордоні з сусіднім Непалом. Для індійського штату Біхар і для Непалу це був найстрашніший землетрус за останні 54 роки. У Непалі він забрав 700 людських життів і від 300 до 800 — в Індії. Десятки тисяч людей отримали поранення, і сотні тисяч залишилися без притулку.
Непрохідна територія зробила надзвичайно важким, майже неможливим, проведення рятувальних робіт та визначення точної кількості людських жертв.
Причин для численних людських жертв було більше ніж достатньо. Мусонні дощі, дуже рясні протягом трьох років, викликали повені в районі Дарбханга і змили літній урожай рису. Крім того, вони значно послабили ґрунт під будівлями в містах і селах, що викликало моментальне руйнування тисяч будівель. До того ж перші поштовхи почалися вночі, коли більшість жителів знаходилося у ліжках, що стало причиною численних жертв у цьому відносно малонаселеному районі світу.
«Почувся наростаючий гул, який здавався страшним, демонічним» — так розповідав про наближення землетрусу Ішрар Джа, автомеханік, що проживає в індійському місті Патна. Він, як і інші люди, говорив, що десятки тисяч людей вибігли на вулиці і поля цього міста, коли почалися перші поштовхи. «Здавалося, що настав кінець світу», — зауважив Бешан Джа, фермер, який привіз своїх тяжкопоранених дружину та малолітнього сина до лікарні медичного коледжу Дарбханга. Лікарня була переповнена до такої міри, що хворих укладали прямо на підлозі в коридорах.
У Непалі, одній із найменш розвинених країн світу, де населення живе здебільшого біля підніжжя Гімалаїв, кількість загиблих виявилася більшою і розміри руйнування значнішими. Через три дні після землетрусу з-під руїн сіл у зоні землетрусу було вилучено 700 тіл загиблих. Тисячі людей отримали поранення. Вважається, що набагато більша кількість людей була похована численними зсувами, викликаними землетрусом. На відміну від Індії, що має широку мережу іригаційної системи, що базується на ґрунтових водах, ферми Непалу використовують переважно дощову воду. І ці іригаційні канали також зробили свій внесок у зниження стійкості схилів гір у районах сіл.
18 000 каналів було або зруйновано, або сильно пошкоджено. Загальні втрати оцінювалися в десятки мільйонів доларів. Понад мільйон доларів було виділено постраждалим США, Європейським Союзом, Австралією та Британією. США доставили для бідуючих країн понад 200 000 квадратних метрів поліетиленової плівки для створення тимчасових укриттів, оскільки багато сімей боялися входити у свої старі оселі.